# 2050

## Prognoză
Populația musulmană va ajunge la 2,8 miliarde de adepți până în 2050, constituind astfel 30% din populația mondială.